# 萸葉五加
萸葉五加（学名：Gamblea ciliata）为五加科萸葉五加屬的物種。分布于中国大陆的广西、四川、云南、贵州、湖北、江西等地，生长于海拔2,000米的地区，多生在森林中，目前尚未由人工引种栽培。